# Bujor, Dolj
Bujor este un sat în comuna Vârvoru de Jos din județul Dolj, Oltenia, România.
Situata la 20 km SV de Craiova pe drumul european Craiova-Calafat la 2 km lateral dreapta. Face parte din comuna Varvoru de jos. Este înconjurată la nord de Pădurea Palilulei, iar la sud de Pădurea Radovanului. La SV se află renumitul lac de pescuit Fântânele, la nici 2 km. Relieful este deluros, satul fiind construit pe două dealuri străbătute de o vale. Populația se ocupă preponderent cu creșterea animalelor și lucrări agricole. Accesul se poate face și pe drumul județean 522A pe ruta Craiova-Bucovăț-Criva-Varvuru de Jos, el fiind asfaltat.
 Acest articol despre o localitate din județul Dolj este deocamdată un ciot. Puteți ajuta Wikipedia prin completarea lui.